# Saison 2005 de l'équipe cycliste Liberty Seguros-Würth
L'Équipe cycliste Liberty Seguros-Würth participait en 2005 au ProTour nouvellement créé.

## Effectif
| Effectif 2005                           | Effectif 2005     | Effectif 2005 | Effectif 2005                           |
| Cycliste                                | Date de naissance | Pays          | Équipe précédente                       |
| --------------------------------------- | ----------------- | ------------- | --------------------------------------- |
| René Andrle                             | 1 avril 1974      | Tchéquie      |                                         |
| Dariusz Baranowski                      | 22 juin 1972      | Pologne       | CCC Polsat-Atlas (2003)                 |
| Carlos Barredo                          | 5 juin 1981       | Espagne       |                                         |
| Joseba Beloki                           | 12 août 1973      | Espagne       | Saunier Duval-Prodir (2004)             |
| Giampaolo Caruso                        | 15 août 1980      | Italie        |                                         |
| Alberto Contador                        | 6 décembre 1982   | Espagne       |                                         |
| Allan Davis                             | 27 juillet 1980   | Australie     | Mapei-Quick Step (2002)                 |
| Koen de Kort                            | 8 septembre 1982  | Pays-Bas      | Rabobank GS3 (2004)                     |
| David Etxebarria                        | 23 juillet 1973   | Espagne       | Euskaltel-Euskadi (2004)                |
| Koldo Gil                               | 16 janvier 1978   | Espagne       | iBanesto.com (2002)                     |
| Igor González de Galdeano               | 1 novembre 1973   | Espagne       | Vitalicio Seguros-Grupo Generali (2000) |
| Roberto Heras                           | 1 février 1974    | Espagne       | US Postal Service-Berry Floor (2003)    |
| Jesús Hernández Blázquez                | 28 septembre 1981 | Espagne       |                                         |
| Jan Hruška                              | 4 février 1975    | Tchéquie      | Vitalicio Seguros-Grupo Generali (2000) |
| Jörg Jaksche                            | 23 juillet 1976   | Allemagne     | CSC (2004)                              |
| Aaron Kemps                             | 10 septembre 1983 | Australie     |                                         |
| Daniel Navarro                          | 18 juillet 1983   | Espagne       |                                         |
| Isidro Nozal                            | 18 octobre 1977   | Espagne       |                                         |
| Sérgio Paulinho                         | 26 mars 1980      | Portugal      | L.A.-Pecol (2004)                       |
| Javier Ramírez Abeja                    | 14 mars 1978      | Espagne       |                                         |
| José Antonio Redondo (1 juill.–31 déc.) | 5 mars 1985       | Espagne       |                                         |
| Nuno Ribeiro                            | 9 septembre 1977  | Portugal      |                                         |
| Luis León Sánchez                       | 24 novembre 1983  | Espagne       |                                         |
| Iván Santos                             | 18 février 1982   | Espagne       |                                         |
| Michele Scarponi                        | 25 septembre 1979 | Italie        | Domina Vacanze (2004)                   |
| Marcos Serrano                          | 8 septembre 1972  | Espagne       | Kelme-Costa Blanca (1998)               |
| Ángel Vicioso                           | 13 avril 1977     | Espagne       | Kelme-Costa Blanca (2002)               |
|                                         |                   |               |                                         |
| Source : UCI                            |                   |               |                                         |

## Victoires
Victoires sur le ProTour
| Date       | Course                               | Pays     | Classe | Vainqueur        |
| ---------- | ------------------------------------ | -------- | ------ | ---------------- |
| 07/04/2005 | 5e étape B du Tour du Pays basque    | Espagne  | PT     | Alberto Contador |
| 29/04/2005 | 4e étape du Tour de Romandie         | Suisse   | PT     | Alberto Contador |
| 14/05/2005 | 7e étape du Tour d'Italie            | Italie   | PT     | Koldo Gil        |
| 21/07/2005 | 18e étape du Tour de France          | France   | PT     | Marcos Serrano   |
| 05/08/2005 | 3e étape de l'Eneco Tour             | Pays-Bas | PT     | Allan Davis      |
| 01/09/2005 | 6e étape du Tour d'Espagne           | Espagne  | PT     | Roberto Heras    |
| 11/09/2005 | 15e étape du Tour d'Espagne          | Espagne  | PT     | Roberto Heras    |
| 18/09/2005 | Classement général du Tour d'Espagne | Espagne  | PT     | Roberto Heras    |

Roberto Heras, dans un premier temps déclassé du Tour d'Espagne 2005, est de nouveau déclaré vainqueur.
Victoires sur les Circuits Continentaux
| Date       | Course                                                  | Pays      | Classe | Vainqueur         |
| ---------- | ------------------------------------------------------- | --------- | ------ | ----------------- |
| 20/01/2005 | 3e étape du Tour Down Under                             | Australie |        | Luis León Sánchez |
| 22/01/2005 | 5e étape du Tour Down Under                             | Australie |        | Alberto Contador  |
| 23/01/2005 | Classement général du Tour Down Under                   | Australie |        | Luis León Sánchez |
| 04/03/2005 | 3e étape du Tour de Murcie                              | Espagne   |        | Allan Davis       |
| 06/03/2005 | 5e étape du Tour de Murcie                              | Espagne   |        | Allan Davis       |
| 06/03/2005 | Classement général du Tour de Murcie                    | Espagne   |        | Koldo Gil         |
| 23/03/2005 | 3e étape de la Semaine catalane                         | Espagne   |        | Alberto Contador  |
| 25/03/2005 | Classement général de la Semaine catalane               | Espagne   |        | Alberto Contador  |
| 10/04/2005 | Klasika Primavera                                       | Espagne   |        | David Etxebarria  |
| 17/04/2005 | 5e étape du Tour d'Aragon                               | Espagne   |        | Allan Davis       |
| 08/05/2005 | 3e étape de la Clásica de Alcobendas (contre-la-montre) | Espagne   |        | Luis León Sánchez |
| 01/06/2005 | 1re étape de la Bicyclette basque                       | Espagne   |        | Ángel Vicioso     |
| 04/06/2005 | 4e étape de la Bicyclette basque                        | Espagne   |        | Ángel Vicioso     |
| 04/09/2005 | 4e étape du Tour de l'Avenir                            | France    |        | Koen de Kort      |

## Classements UCI ProTour

### Individuel
| Rang | Coureur          | Points |
| ---- | ---------------- | ------ |
| 18   | Roberto Heras    | 96     |
| 33   | Alberto Contador | 67     |
| 37   | Jörg Jaksche     | 60     |
| 43   | Allan Davis      | 51     |
| 47   | David Etxebarria | 45     |
| 71   | Giampaolo Caruso | 32     |
| 77   | Ángel Vicioso    | 28     |
| 107  | Jan Hruška       | 15     |
| 107  | Carlos Barredo   | 15     |
| 112  | Michele Scarponi | 14     |
| 136  | Marcos Serrano   | 5      |

### Équipe
L'équipe Liberty Seguros-Würth a terminé à la 5e place avec 320 points.